# Grjazno
Grjazno (in lingua russa Грязно) è una città della Russia, sul fiume Oredež, nell'Oblast' di Leningrado.